# 36e division d'infanterie (Pologne)
Pour les articles homonymes, voir 36e division d'infanterie.
La 36e division d'infanterie est une des divisions d'infanterie de l'armée polonaise durant la Seconde Guerre mondiale.

## Théâtres d'opérations
- 1er septembre au 6 octobre 1939 : Campagne de Pologne